# Ченг (династија Хан)
Ченг Ди, Ченг или цар Сјао-ченг (кин: 孝成皇帝; пин: Xiàochéng huángdì; 51. п. н. е. Чанган — 17. април 7. п. н. е. Чанган) био је цар Кине из династије Западни Хан (33—7. п. н. е.).
Име по рођењу цара Ченга било је Лију Ао (кин: 刘骜; пин: Liú Ào). Сходно кинеској традицији, за њега се користи постхумно име, док је сам владар користио бројна владарска имена. Постхумно име му је управо било цар Сјао-ченг, додељивано успешним владарима, по коме се у историји и наводи. Цар Ченг је током своје владавине користио седам владарских имена, тј. имена ере: Ђијен-ши (кин: 建始; пин: Jìanshĭ; 32—28. п. н. е.), Хe-пинг (кин: 河平; пин: Hépíng; 28—25. п. н. е.), Јанг-шуо (кин: 阳朔; пин: Yángshùo; 25—21. п. н. е.), Хунг-ђија (кин: 鸿嘉; пин: Hóngjīa; 21—17. п. н. е.), Јунг-ши (кин: 永始; пин: Yŏngshĭ; 17—13. п. н. е.), Јуан-јен (кин: 元延; пин: Yúanyán; 13—9. п. н. е.) и Суи-хe (кин: 绥和; пин: Sūihé; 9—7. п. н. е.).
Лију Ао је био син Лију Шија, тада крунског принца касније цара Јуана, и Ванг Џенгђун. Године 33. п. н. е. дошао је на власт после очеве смрти. Под влашћу цара Ченга власт династије Хан је почела да слаби уз истовремено јачање клана Ванг, коме је припадала царева мајка која је имала пресудан утицај. То је довело до ширења корупције у царској управи и низа побуна широм земље. Упркос томе, администрација је још увек била врло ефикасна и на локалном нивоу још била малог обима. Ченг је упамћен као владар који се више занимао за жене него за државне послове. Сам владар био је великодушан према поданицима, чему сведочи Хан шу, који каже да је цар „људима додељивао приватну земљу”.
Упркос личној незаинтересованости, током владавине цара Ченга спроведено је неколико реформи. Цар је наредио царском гласнику Чен Нунгу (на врхунцу 26. нове ере) да трага за изгубљеним књигама широм ханске државе. Такође је наложио бројним стручњацима и ученим људима да уреде, прикупе и среде старе књиге и да их организују по различитим категоријама. Лију Сијанг (77—6. п. н. е.) имао је задатак да сажето опише сваку стару књигу. Његов син Лију Син (око 50. п. н. е.—23. н. е.) касније је од ових сажетих описа направио каталог под насловом Ћи љуе (Седам резимеа).
Ченг је извршио и велику реформу система приношења жртава у предграђима. Двор је задржао обреде обављане у јужним и северним предграђима престонице Чангана, али је укинуо оне који су се изводили у Ганћуену и Фенјину. Он је такође укинуо 475 светилишта у војним заповедништвима, краљевинама и престоном граду, и тако број жртвених церемонија смањио за 70%. Мада су ове мере повољно утицале на смањење државних расхода, њима ипак нису укинуте привилегије и интереси царичиног клана, моћних евнуха и главних министара. Нису нпр. реализовани предлози да се високим дворским чиновницима забрани постављање синова на високе државне положаје, да им се забрани трговином ублажавањем казни за преступе, и да се породицама омиљених царевих министара забрани да спроводе незаконите трансакције.
Према Хан шуу током Ченгове владавине направљени су важни кораци у открићу папира. Џао Ји (бриљантна пратиља Џао), царева супруга, једном написала „хети писмо”. Према разним коментарима и тумачењима, ово што се назива хети била је, у ствари, хартија направљена од одбачених влакана свиле. Другачија од хартије данас познате, коју је изумео Цај Лун за време династије Источни Хан.
Двор је током Ченгове владавине био средиште сплетки међу његовим супругама. Цар је имао велики број конкубина из којих се издвајају царице Сју и Џао Феијан и супруга Џао Хеде, позната као Џао Ји. Сју је била првобитна царица, али је изгубила Ченгову наклоност последицом интрига сестара Џао Феијан и Џао Хеде. Наиме, две сестре, које су биле познате по својој лепоти, цар је 19. п. н. е. довео у своју палату и учинио супругама. Следеће године оне су оптужиле за вештичарење против цара царицу Сју, која је због тога била отерана са двора, а Џао Феијан уздигнута у ранг царице. Временом је дошло до супарништва између две сестре, али су се касније помириле. После више година, 8. п. н. е. Сју је покушала да врати част и достојанство сковавши заверу против цара са његовим рођаком Чунју Џангом. Завера је била откривена и Сју присиљена на самоубиство.
Цар Ченг је умро 17. априла 7. п. н. е. у Чангану. Упркос својим безбројном конкубинама, Ченг није успео да добије наследника. На престолу га је наследио синовац Лију Сјин, касније познат као цар Аи.